# 環境倫理
環境倫理（Environmental ethics）是一門環境哲學，以關心人類與環境之間的倫理關係問題為重點，將傳統僅探討人類的倫理範圍擴展到包括非人類的環境中。涉及的概念包括有法律、社會、哲學、經濟、生態及地理等，並對環境法、環境社會學、生態學、生態經濟學、生態神學和環境地理學等廣泛的學科領域產生影響。
以往（現在仍然有）大家多以公害、自然破壞、污染等等的問題做討論，會因為各文化的差異而各有不同結論的狀況存在。現今探討的「環境問題」則有比較新的概念產生，環境倫理思想家認為即使各種差異不斷在產生，不同的世界觀與文化也需要對環境具有道德性的思考和對待。

## 歷史
環境倫理的學術領域的出現是為了響應瑞秋·卡森等科學家的工作，以及像是1970年第一次世界地球日之類的事件，當時的環境保護主義者開始敦促哲學家們思考與環境問題相關的哲學問題。
發表在《科學》雜誌上的兩篇論文對環境倫理有至關重要的影響，包括：Lynn White的《生態危機的歷史根源（The Historical Roots of our Ecologic Crisis）》與加勒特·哈丁的《公地悲劇》。同樣具有影響力的還有哈丁後來的作品《探索新的生存倫理（Exploring New Ethics for Survival）》，以及奧爾多·利奧波德在《沙鄉年鑑，又譯「沙郡年紀」》中的一篇名為「土地倫理（The Land Ethic）」的文章，其中利奧波德明確的聲稱生態危機的根源就是哲學。
第一批探討環境倫理的國際學術期刊於1970年代末期和1980年代初期在北美出現 ，包括1979年發行的美國期刊《環境倫理》以及1983年發行的加拿大期刊《號手：生態學雜誌（The Trumpeter: Journal of Ecosophy）》。而第一本關於環境倫理的英國期刊則是1992年推出的《環境價值》。

## 探討問題與分類
環境倫理學是以倫理學探討環境問題的學問。環境倫理學是屬於應用倫理學的其中一種，並且也是環境哲學的其中一項探討的領域，是對於環境問題從不同的立場來分析行為的學問，從以往單以人類為中心的倫理學延伸到包含自然環境的倫理哲學，其中探討領域常包含法律、社會學、宗教、經濟、生態、地理等。以環境為中心的道德倫理探討，常見例子如下：
- 人類是否應該為滿足人類消費而砍伐林木？
- 人類是否應該繼續繁殖？[4]
- 人類是否應該繼續生產汽油動力的汽車並繼續開採石油？
- 人類需要為了將來的世代保留怎麼樣的環境，我們對環境有什麼義務？[5]
- 人類為滿足私利而默許自然界動植物絕種是否正確？
- 人類要如何用最好的方式來利用並保護環境以保護生命的存續？[6]
- 我們可以在地球與人的關係塑造中扮演什麼角色？[7]

而一些學者也提出了環境倫理議題的分類方法，像是Alan Marshall就整理了過去40年來出的研究，認為環境倫理有三個分類：自由主義的延伸（Libertarian extension）、生態延伸（Ecologic extension）和保育倫理（Conservation ethics）。

## 外部連結
- 寧靜的力量──柯倍德的環境哲學信念 （页面存档备份，存于）